# Β受体阻滞剂
β受體阻滯劑（β-blockers）或β受体阻断剂，简称β阻滞剂，是一類主要用於控制心律不整，並於首次心臟病發作後用於保護心臟，免受再次發作侵害（預防醫學）的藥物。此藥物也廣泛用於治療高血壓，但已非大多數初次治療的首選藥物。給藥方式有口服給藥、靜脈注射及眼科製劑給藥。
β受體阻滯劑是種競爭性拮抗劑，可阻斷交感神經系統腎上腺素β受體中內源性兒茶酚胺的腎上腺素和正腎上腺素的受體位點，達到降低心率、血壓和其他"戰鬥或逃跑"的相關反應:152。此類藥物中有些可阻斷所有類型β-腎上腺素受體的激活，另一些則對三種已知β-腎上腺受體（即β1、β2 和β3）之一具有選擇性:153。β1-腎上腺素受體主要位於心臟和腎臟。β2-受体主要位於肺部、胃腸道、肝臟、子宮、血管平滑肌和骨骼肌。β3-受体位於脂肪細胞。
β受體所存在的組織是交感神經系統的一部分，會導致壓力反應，特別是當它們受到腎上腺素刺激後。 β受體阻滯劑可干擾腎上腺素和其他壓力激素受體的結合，將壓力激素作用降低。
對於原發性高血壓的治療，於主要使用阿替洛爾（替代普萘洛爾作為治療高血壓的藥物）治療的統合分析顯示，雖然β受體阻滯劑在預防中風和整體心血管事件方面比安慰劑更有效，但不如利尿劑（抑制腎素-血管收縮素系統的藥物，例如ACE抑制劑或鈣通道阻滯劑） 有效。

## 醫療用途
β受體阻滯劑用於治療與心臟和血管系統相關的各種疾病以及其他幾種醫學情況。 它已被廣泛用於治療常見的心臟相關疾病，包括心絞痛、急性冠狀動脈症候群、高血壓以及心律不整，也用於治療其他心臟疾病，例如肥厚型阻塞性心肌病、二尖瓣狹窄或僧帽瓣脫垂以及主動脈剝離。此外，β受體阻滯劑也可用於血管手術、焦慮、甲狀腺功能亢進症、青光眼、偏頭痛和食道靜脈曲張的治療。

### 心臟衰竭
β受體阻滯劑因為會降低心肌收縮力，而有可能使病情惡化，曾在心臟衰竭案例中遭到禁用，但於20世紀90年代末所做的研究顯示它在降低發病率和死亡率方面具有功效。比索洛爾、卡維地洛和緩釋型美托洛爾被明確指定為心臟衰竭標準ACE抑制劑和利尿劑治療的輔助藥物，但其劑量通常遠低於用作其他疾病的治療。 β受體阻滯劑僅適用於代償性穩定心臟衰竭，在急性失代償性心臟衰竭的情況下，β受體阻滯劑會導致射血分數進一步降低，讓患者的症狀惡化。
β受體阻滯劑主要因其對心率的降低作用而聞名，但這並非用於治療心臟衰竭的唯一重要機制。β受體阻滯劑除在心臟中的交感神經β1活性外，還會影響腎臟中的腎素-血管收縮素系統，它會導致腎素分泌減少，進而降低細胞外容量和增加血液的攜氧能力來減少心臟的需氧量。心臟衰竭的特徵在於心臟上兒茶酚胺活性增加，會導致多種有害影響，包括需氧量增加、發炎介質傳播和異常心臟組織重塑，所有這些都會降低心臟收縮效率並導致射血分數降低。
試驗結果顯示β受體阻滯劑在13個月的期間內可將絕對死亡風險降低4.5%。除降低死亡風險外，連就診和住院的次數也可減少。一份於2020年發表的考科藍合作組織綜述提出支持使用β受體阻滯劑以治療兒童心臟衰竭的證據極少，但從已有數據中確實指出它們可能有益。
治療心臟衰竭的β受體阻滯劑應從極低劑量（目標劑量的1/8）開始，然後逐漸增加。患者心臟必須適應較少兒茶酚胺刺激帶來的變化，並找到新的運作平衡點。

#### 急性心肌梗塞
β受體阻滯劑適用於治療急性心肌梗塞。在發作期間，全身性壓力導致環兒茶酚胺循環增加，而導致心率和血壓增加，進而增加心肌需氧量。β受體阻滯劑與兒茶酚胺競爭β1-腎上腺素受體結合部位而發揮作用，進一步降低心肌對氧氣的需求，而發揮治療作用。
一份於2019年發佈的的考科藍合作組織綜述將β受體阻滯劑與安慰劑或無干預行動進行比較，發現β體阻滯劑可能降低短期再梗塞的風險，以及長期降低全因死亡率和心血管疾病死亡率的風險。但報告說β受體阻滯劑可能對短期全因死亡率和心血管死亡率幾乎無影響。

### 高血壓
β受體阻滯劑被廣泛用於治療高血壓。
於2014年發佈的科考藍組織綜述提出在有輕度至中度高血壓的個體中，非選擇性β受體阻滯劑可導致-10/-7毫米汞柱（收縮壓/舒張壓）降低，且不會增加不良事件發生率。但使用較高劑時會增加不良反應發生率，例如心率降低，但血壓卻沒相應降低。
於2017發佈的有關使用β受體阻滯劑治療高血壓的科考藍組織綜述提出心血管疾病略有減少，但死亡率幾乎沒變化，顯示此藥物的效果不如其他抗高血壓藥物。

### 焦慮
β受體阻滯劑並未被美國食品藥物管理局（FDA）核准用於抗焦慮用途。然而在過去25年有許多對照試驗顯示β受體阻滯劑對治療焦慮症有效，然而對其作用機制尚不清楚。

### 手術
有低品質證據顯示在心臟手術期間使用β受體阻滯劑可能會降低心律不整和心房顫動的風險。

## 不良影響
由於β受體遍佈全身，使用β受體阻滯劑可能會導致許多不良反應。心搏過緩和低血壓是兩種常見的，疲勞、頭暈、噁心和便秘也被廣泛報導。一些患者會發生性功能障礙和勃起功能障礙。
較不常見的是患者會出現支氣管痙攣。氣喘患者的風險較高。雷諾氏症候群患者也有病情惡化的風險。 β受體阻滯劑可誘發高血糖並掩蓋低血糖患者常見的血液動力學症狀（例如心跳過速）。
有些患者在使用β受體阻滯劑時會出現失眠、睡眠變化和作惡夢。對於會穿過血腦屏障的β受體阻滯劑，這種作用更為明顯。有些患者在服用後可能會感到疲勞或體重增加。處理這些不良事件的方法包括停止用藥。
服用β受體阻滯劑卡維地洛可能會加重某些患者的水腫狀況。

### 禁忌症及注意事項
絕對禁止:
- 心跳過緩[31]
- 低血壓
- 對β受體阻滯劑過敏
- 心源性休克
- 第二級或第三級房室傳導阻滯

相對禁忌症或是對特定阻滞劑禁忌症
- 有長QT間期症候群者，不得使用索他洛爾（英语：sotalol）
- 有尖端扭轉型室速（英语：Torsades de Pointes）病史者，不得使用索他洛爾

應予注意：
- 突然停藥
- 支氣管痙攣[31]
- 心臟衰竭
- 氣喘：參見下文
- 支氣管炎[31]
- 腦血管疾病
- 慢性阻塞性肺病（COPD）
- 肺氣腫[31]
- 腎衰竭
- 肝病
- 肌肉病變（英语：Myopathy）
- 嗜鉻細胞瘤
- 乾癬
- 雷諾氏症候群
- 中風
- 變異型心絞痛（英语：Vasospastic angina）
- 沃夫巴金森懷特症候群[31]

#### 氣喘
美國國家心肺血液研究所 (NHLBI) 於2007年發佈的氣喘指引建議不提供氣喘患者使用非選擇性β受體阻滯劑，但允許使用心臟選擇性β受體阻滯劑。:182
對於有輕度至中度呼吸道症狀的患者，可使用盡可能低劑量心臟選擇性β受體阻滯劑（β1-受體阻滯劑）。

#### 糖尿病
腎上腺素是身體在感受即將發生低血糖時而分泌的一種激素， 可被視為低血糖的早期預警信號之一。
β受體阻滯劑有抑制腎上腺素的作用，而干擾肝糖分解並掩蓋低血糖症狀（如心動過速、心悸、出汗和震顫）而在一定程度上會加劇低血糖。對於服用β受體阻滯劑的糖尿病患者來說，須認真監測血糖值。

#### 甲狀腺亢進
突然停藥可能會導致甲狀腺危象。

#### 心搏過緩或房室傳導阻滯
對於接受過房室結消融術（AV node ablation）的老年患者，使用β受體阻滯劑可能增加心藏衰竭而住院的風險。

### 毒性
對於遭受β受體阻滯劑心臟毒性的患者可施用升糖素以治療。

## β腎上腺素受體拮抗作用
腎上腺素和正甲腎上腺素刺激β1-受體會對心臟產生時間轉率效應和正性肌力作用，並增加心臟傳導速度和自動性。
β受體阻滯劑抑制這些正常的腎上腺素和正甲腎上腺素介導的交感神經活動，表示它們可減少興奮或體力消耗對心率和收縮力的影響，還有減少震顫，和肝醣分解。 但β受體阻滯劑會對肺部支氣管產生收縮作用，可能會加重或引起氣喘症狀。

### 血腦屏障通透性
不同β受體阻滯劑的親脂性（脂溶性）各不相同，而其穿過血腦屏障並在中樞神經系統中發揮作用的能力也各不相同。具有較高血腦屏障通透性的β受體阻滯劑可能具有治療神經精神的益處和副作用，以及不良的認知影響。

## 歷史
蘇格蘭藥理學家詹姆士·懷特·布拉克於1964年首次合成兩種具有臨床意義的β受體阻滯劑 - 普萘洛爾和普奈洛爾（後者又稱耐利達），而徹底改變心絞痛的醫療管理，並被多人認為是對20世紀臨床醫學和藥理學最重要的貢獻之一。

## 社會與文化
β受體阻滯劑已包含於世界衛生組織基本藥物標準清單之內。
於2020年，有超過2,600萬美國人使用β-受體阻滯劑，開立的處方箋超過1.17億份。此藥物是美國使用最多的藥物之一。

## 外部連結
- Musicians and beta-blockers （页面存档备份，存于） by Gerald Klickstein, 2010-03-11 (A blog post that considers "whether beta-blockers are safe, effective, and appropriate for performers to use.")
- Better Playing Through Chemistry （页面存档备份，存于） by Blair Tindall, The New York Times, 2004-10-17. (Discusses the use of beta blockers among professional musicians)
- Musicians using beta blockers （页面存档备份，存于） by Blair Tindall. A condensed version of the above article.
- In Defense of the Beta Blocker （页面存档备份，存于） by Carl Elliott, The Atlantic, 2008-08-20. (Discusses the use of propranolol by a North Korean pistol shooter in the 2008 Olympics)
- 醫學主題詞表（MeSH）：beta-Adrenergic+Blockers